# Irene Abendroth
Irene Abendroth (14 de julho de 1872 - 1 de setembro de 1932) foi uma cantora de ópera soprano polaca, de ascendência alemã.
Estudou em Milão, sendo aluna de Francesco Lamperti e Italo Campanini, e posteriormente continuou seus estudos em Viena. Em março de 1889 estreia nos palcos na Ópera Estatal de Viena com o papel de Amina na obra A Sonnambula. A recepção da audiência foi muito favorável. Segundo a crítica, a sua actuação foi de «extraordinária brilhantes em execução, no melhor estilo italiano, suave até nas funções staccato... sua voz é muito delgada».
Depois de um ano fora dos palcos, regressou em 1894. Desde este ano até 1899 interpretou óperas como The Queen of the Night, Violetta, Gilda, e Margarida de Valois. Também participou nas estreias locais de Hänsel und Gretel (como Sandmännchen) e A noiva vendida (como Esmeralda).
Entre 1899 e 1908 actuou para a Ópera Real da Corte de Dresden. Aqui interpretou Um ballo in maschera (como Amelia) e Oberon (como Recia), entre outras.